# Kechi (Kansas)
Kechi es una ciudad ubicada en el condado de Sedgwick en el estado estadounidense de Kansas. En el año 2010 tenía una población de 1909 habitantes y una densidad poblacional de 561,47 personas por km².

## Geografía
Kechi se encuentra ubicada en las coordenadas 37°47′43″N 97°16′43″O / 37.795228, -97.278660 (37.795228, -97.278660).

## Demografía
Según la Oficina del Censo en 2000 los ingresos medios por hogar en la localidad eran de $61,333 y los ingresos medios por familia eran $62,212. Los hombres tenían unos ingresos medios de $43,393 frente a los $28,077 para las mujeres. La renta per cápita para la localidad era de $22,444. Alrededor del 2.5% de la población estaban por debajo del umbral de pobreza.